# إيمي تورنر
إيمي تورنر (بالإنجليزية: Amy Turner) (4 يوليو 1991 بشفيلد في المملكة المتحدة - ) هي لاعبة كرة قدم بريطانية في مركز الدفاع. شاركت مع منتخب إنجلترا تحت 23 سنة للسيدات لكرة القدم ومنتخب إنجلترا لكرة القدم للسيدات. أما مع النوادي، فقد لعبت مع Sheffield F.C. Women ‏ وLeeds United Women F.C. ‏ وDoncaster Rovers Belles L.F.C. ‏ وNotts County Ladies F.C. ‏ وHofstra Pride ‏.

## وصلات خارجية
- إيمي تورنر على موقع قاعدة بيانات كرة القدم.إي يو (الإنجليزية)
- إيمي تورنر على موقع Soccerway.com (الإنجليزية)